# 1950
1950 (MCML) fue un año común comenzado en domingo según el calendario gregoriano. Fue también el número 1950 anno Dómini o de la designación de Era Cristiana, además del noningentésimo quincuagésimo año del segundo milenio, quincuagésimo año del siglo XX, el último año de la quinta década del siglo XX y el primero del decenio de los años 1950. Este año marcó el fin de la primera mitad del siglo XX (1901-1950).

## Acontecimientos

### Enero
- 1 de enero: militares británicos desalojan por la fuerza a los civiles argentinos que trabajaban en la Estación meteorológica de Grytviken en las Islas Georgias del Sur.
- 6 de enero: el Reino Unido reconoce la República Popular China y como respuesta empiezan las relaciones diplomáticas entre las partes.
- 7 de enero: un incendio consume un hospital en Davenport, Iowa matando a 41 pacientes.
- 9 de enero: Israel reconoce la República Popular China.
- 13 de enero: en la Unión Soviética, el Gobierno restablece la pena de muerte.
- 26 de enero: la India se convierte en república, tras su declaración de independencia tres años antes.

### Febrero
- 1 de febrero: 
  - en Finlandia, Urho Kekkonen es elegido presidente del Consejo.
  - en el pueblo colombiano de Ovejas, ocurre un siniestro vial de un autobús en el que perecen 30 personas.
- 3 de febrero: 
  - en Londres es detenido el físico alemán Klaus Fuchs, acusado de espionaje en provecho de la Unión Soviética.
  - en Francia dimiten los ministros socialistas.
- 6 de febrero: en Barcelona se estrena la película El amor brujo, protagonizada por Ana Esmeralda y Manolo Vargas.
- 7 de febrero: 
  - Estados Unidos y Gran Bretaña reconocen al Gobierno vietnamita de Bao Dai.
  - en Bélgica, el rey Leopoldo III se niega a abdicar a favor de su hijo.
- 7 de febrero: Islandia es admitida en el Consejo de Europa.
- 8 de febrero: 
  - se crea el Stasi.
  - se funda Diners Club International, la primera compañía independiente de tarjetas de crédito.
- 9 de febrero: en el Teatro Albéniz de Madrid se estrena Las mocedades de Hernán Cortes, drama de Joaquín Dicenta.
- 13 de febrero: después de Bulgaria, Checoslovaquia, Hungría y Polonia, Albania reconoce la república democrática de Vietnam.
- 14 de febrero: 
  - Stalin y Mao firman en Moscú un pacto de amistad entre China y la Unión Soviética.
  - El cantante Frank Sinatra y su esposa Nancy Barbato anuncian su separación.
- 16 de febrero: en Argentina, tras una polémica definición, el Club Atlético Lanús desciende por primera vez a la segunda división de fútbol profesional.
- 23 de febrero: el Partido Laborista (Reino Unido) se alza victorioso en las elecciones generales de Gran Bretaña.
- 24 de febrero: en Barcelona, la dictadura franquista fusila al anarquista Manuel Sabater Llopart.

### Marzo
- 1 de marzo: en Chile, el presidente Gabriel González Videla forma un nuevo Gobierno con representantes de los partidos radical, conservador, falangista y demócrata.
- 1 de marzo: en Finlandia, Juho Kusti Paasikivi comienza su segundo mandato como presidente.

### Abril
- 1 de abril: la Organización de las Naciones Unidas adopta un plan para dividir Jerusalén.
- 7 de abril: Estados Unidos protesta por los desmantelamientos británicos en Alemania.

### Mayo
- 6 de mayo: en Argentina, el gobierno  de Juan Domingo Perón realiza un censo de analfabetos en todo el país.
- 9 de mayo: 
  - en España, se funda la empresa de coches SEAT.
  - Robert Schuman presenta la declaración que lleva su nombre, primer paso para la formación de la Unión Europea.
- 11 de mayo: en Villa Devoto, Buenos Aires, Argentina, se funda el Club Atlético General Lamadrid.
- 13 de mayo: se celebra el primer Gran Premio de la historia de la Fórmula 1.
- 21 de mayo: Terremoto en la ciudad del Cusco, Perú, que destruye gran parte de la ciudad y deja 1581 muertos.

### Junio
- 16 de junio: en la Ciudad del Vaticano, el papa Pío XII aprueba el Opus Dei y de la sociedad sacerdotal de la Santa Cruz.
- 17 de junio: Richard Lawler realiza el primer trasplante renal.
- 24 de junio: después de la Segunda Guerra Mundial se reanuda la cuarta edición de la Copa Mundial de Fútbol de 1950 esta vez se realizó en Brasil.
- 25 de junio: las tropas norcoreanas cruzan el paralelo 38°, dando comienzo a la guerra de Corea, que durará hasta el 27 de julio de 1953.

### Julio
- 5 de julio: se reconoce a todos los judíos el derecho a vivir en Israel.
- 5 de julio: en Corea del Norte ―en el marco de la guerra de Corea―, soldados invasores estadounidenses tienen su primer choque con soldados norcoreanos.
- 5 de julio: en Črnomelj (Eslovenia) se registra la temperatura más alta en la Historia de ese país: 40,6 °C (105,1 °F).
- 8 de julio en México se funda el Querétaro Fútbol Club
- 16 de julio: en Río de Janeiro (Brasil) finaliza el Mundial de fútbol y Uruguay es campeón por segunda vez tras derrotar al local Brasil por 2 a 1. Este partido es recordado como el Maracanazo.
- 26 al 29 de julio: cerca de la aldea de Nogun Ri, a 160 km al sureste de Seúl (Corea del Sur) ―a comienzos de la guerra de Corea―, sucede el segundo día de la masacre de No Gun Ri: soldados estadounidenses asesinan a lo largo de tres días a unos 300 refugiados surcoreanos, en su mayoría mujeres y niños.
- 28 de julio: en Perú, Manuel Odría se convierte en presidente.

### Agosto
- 3 de agosto: Celia Cruz debuta musicalmente con la Sonora Matancera.
- 15 de agosto: en el estado indio de Assam y la región del Tíbet se registra un terremoto de 8,7 que deja 4.800 muertos.
- 31 de agosto: en México se inaugura el XHTV Canal 4 (Hoy N+ Foro), lo que Significa el inicio Formal del Primer Canal de Televisión Mexicana, de Habla Hispana y de Latinoamérica.

### Septiembre
- 3 de septiembre: en Avellaneda (Argentina), Racing Club inaugura el Estadio Presidente Perón, conocido como «el Cilindro», venciendo a Vélez Sarsfield en la 21.ª fecha del Campeonato de Primera División 1950.
- 5 de septiembre: Bolivia realiza el censo de población  y vivienda de 1950, después de 50 años respecto al censo anterior de 1900.

### Octubre
- 2 de octubre:  La tira cómica Peanuts de Charles M. Schulz se publica por primera vez en siete periódicos estadounidenses.
- 5 de octubre: en Costa Rica un potente terremoto en  Puntarenas de 7.7 daños sobre el Valle Central.
- 16 de octubre: en la isla de Cuba un huracán azota la provincia de Camagüey.

- 30 de octubre: en Suecia sube al trono Gustavo VI.

### Noviembre
- 1 de noviembre: en la Ciudad del Vaticano, Pío XII instaura el dogma de la Asunción de María.
- 4 de noviembre: en Estrasburgo (Francia) se firma la Convención Europea de los Derechos Humanos que funda el Tribunal Europeo de Derechos Humanos.
- 13 de noviembre: en Caracas es asesinado el coronel Carlos Delgado Chalbaud, Presidente de Venezuela
- 25 de noviembre: una inusual tormenta de nieve barre todo el nordeste de Estados Unidos, llevando 76 a 127  cm de nieve, temperaturas por debajo de cero, y mata a 323 personas.

### Diciembre
- 3 de diciembre: en Sicilia entra en erupción el monte Etna.
- 7 de diciembre: en Argentina se funda la aerolínea de bandera Aerolíneas Argentinas.
- 9 de diciembre: Un terremoto de 8,2 sacude la ciudad chilena de Calama matando a una persona.
- 12 de diciembre: en Estados Unidos, Paula Ackerman se convierte en la primera mujer rabina de una congregación de ese país.
- 24-25 de diciembre: en la Abadía de Westminster, nacionalistas escoceses toman la Piedra de Scone.
- 28 de diciembre: el Distrito Peak se convierte en el primero de los Parques nacionales de Inglaterra y Gales.

### Sin fecha
- Se realiza la primera temporada de Fórmula 1 de la historia.
- En Calcuta (India), la Madre Teresa funda la asociación Misioneras de La Caridad.
- Los urbanistas Wiener y Sert acometen un Plan Piloto para Medellín, Colombia.[1]

## Nacimientos

### Enero
- 3 de enero: 
  - Victoria Principal, actriz estadounidense.
  - Vesna Vulovich, azafata serbia, sobreviviente de una caída libre (f. 2016).
- 6 de enero: 
  - Eloy Arenas, humorista español.
  - Reyna Lucero, cantante venezolana de música llanera.

- 7 de enero: Juan Gabriel, cantante y compositor mexicano (f. 2016).
- 10 de enero: Winfried Schäfer, futbolista y entrenador alemán.
- 12 de enero: Irma Maury, actriz peruana.
- 17 de enero: 
  - Luis López Nieves, escritor puertorriqueño.
  - Roland Thöni, esquiador italiano.
- 18 de enero: 
  - Claudia de Colombia, cantante colombiana.
  - María Margarita Giraldo, actriz colombiana.
  - Gilles Villeneuve, piloto canadiense de automovilismo (f. 1982).
- 23 de enero: Luis Alberto Spinetta, músico argentino (f. 2012).
- 24 de enero: Matilde Fernández, política española.
- 25 de enero: Jean-Marc Ayrault, político francés.
- 27 de enero: Pedro Juan Gutiérrez, escritor, periodista, pintor, poeta, referencia del realismo sucio cubano.
- 28 de enero: 
  - Alejandro Aguinaga, médico y político peruano.
  - Emiliano Zuleta Díaz, compositor y acordeonero colombiano de música vallenata.

### Febrero
- 3 de febrero: Morgan Fairchild, actriz estadounidense.
- 6 de febrero: Natalie Cole, cantante estadounidense (f. 2015).
- 10 de febrero: Mark Spitz, nadador estadounidense.
- 11 de febrero: 
  - Tino Casal, cantante, compositor, pintor y escultor español (f. 1991).
  - Jorge Enrique Robledo, arquitecto, profesor y político colombiano, miembro del Polo Democrático Alternativo.
- 12 de febrero: João W. Nery, escritor, psicólogo brasileño (f. 2018).
- 13 de febrero: Peter Gabriel, músico británico.
- 18 de febrero: Isabel Preysler, socialite hispanofilipina.
- 19 de febrero: Chany Suárez, cantante folclórica argentina.
- 20 de febrero: Ismael Miranda, cantante puertorriqueño.
- 22 de febrero: 
  - Julius Erving, baloncestista estadounidense.
  - Miou-Miou, actriz francesa.
  - Julie Walters, actriz británica.
- 24 de febrero: George Thorogood, músico estadounidense.
- 25 de febrero: 
  - Neil Jordan, cineasta irlandés.
  - Xosé Cuíña, político español (f. 2007).
  - Francisco Fernández Ochoa, esquiador español (f. 2006).
  - Néstor Kirchner, abogado, político y presidente argentino (f. 2010).
  - Yola Polastri, conductora y cantante infantil peruana.
- 26 de febrero: Helen Clark, política neozelandesa.
- 28 de febrero: Andrés Roldán, futbolista cubano.

### Marzo
- 1 de marzo: Angelito Lampon, obispo católico filipino.
- 6 de marzo: Hirotaka Suzuoki, seiyū y actor japonés (f. 2006).
- 9 de marzo: Diana Turbay, abogada y periodista colombiana (f. 1991).
- 10 de marzo: Pappo (Norberto Napolitano), guitarrista argentino de rock (f. 2005).
- 13 de marzo: William H. Macy, actor estadounidense.
- 19 de marzo: Paul Elliott, tenor británico.
- 20 de marzo: William Hurt, actor estadounidense.
- 21 de marzo: 
  - Serguéi Lavrov, político y diplomático ruso.
  - Daniel Celedón, cantautor colombiano de música vallenata.

- 26 de marzo: 

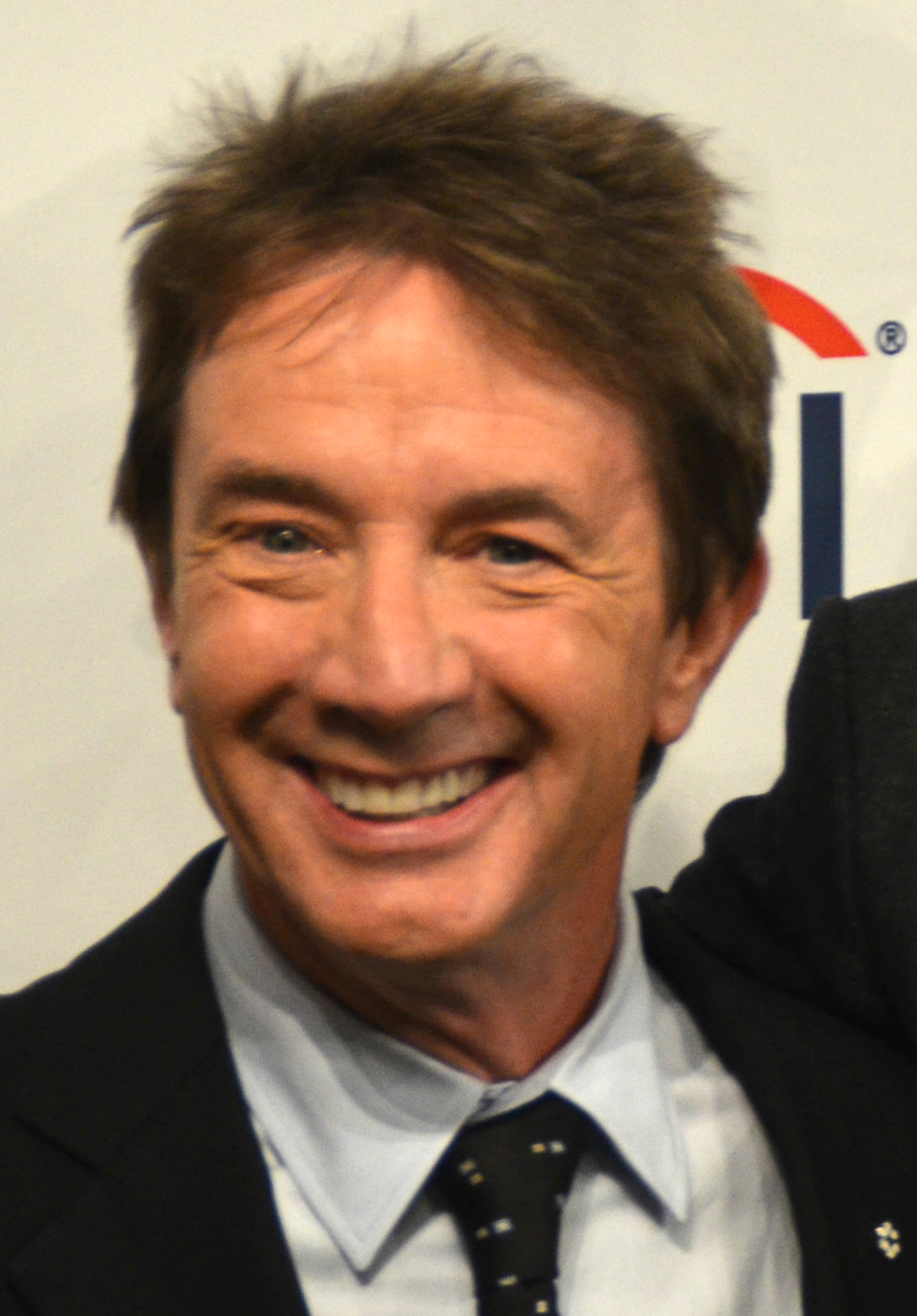
Martin Short

  - Alan Silvestri, músico y compositor estadounidense.
  - Teddy Pendergrass, cantante estadounidense (f. 2010).
  - Martin Short, actor y humorista canadiense-estadounidense.
- 27 de marzo: 
  - Julia Álvarez, escritora estadounidense de ascendencia dominicana.
  - Tony Banks, teclista y compositor británico de la banda Génesis.

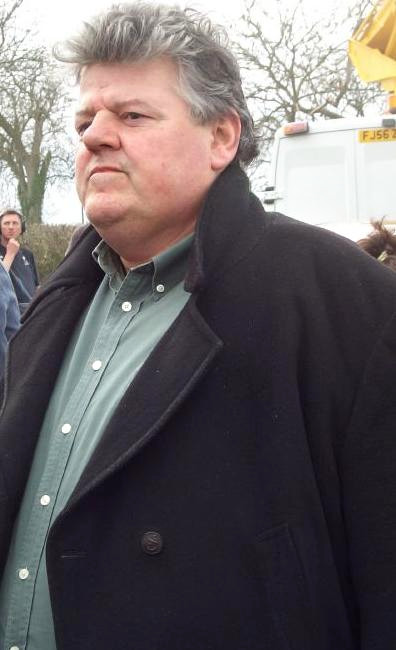
Robbie Coltrane

- 30 de marzo: Robbie Coltrane, actor británico (f. 2022).
- 31 de marzo: 
  - Jorge Oñate, cantautor colombiano de música vallenata (f. 2021).
  - Yoshifumi Kondō, animador japonés (f. 1998).

### Abril
- 1 de abril: 
  - Andrés Uriel Gallego, ingeniero y político colombiano (f. 2014).
  - Loris Kessel: piloto suizo de automovilismo (f. 2010).
- 5 de abril: Agnetha Fältskog, cantante sueca, de la banda ABBA.
- 8 de abril: Grzegorz Lato, futbolista polaco.
- 10 de abril: Víctor Alexandre, escritor español.
- 12 de abril: Clara López, política colombiana.
- 26 de abril: Chacalón, cantante y músico peruano (f. 1994).
- 27 de abril: 
  - María Angélica Mallarino, actriz colombiana.
  - Christian Zacharias, director de orquesta y pianista alemán.
- 28 de abril: Willie Colón, músico estadounidense de origen puertorriqueño.

### Mayo
- 1 de mayo: Dann Florek, actor estadounidense.
- 6 de mayo: 
  - Rafael Macedo de la Concha, militar y político mexicano.
  - Otumfuo Nana Osei Tutu II, rey-emperador de los Ashanti.
- 8 de mayo: Pierre de Meuron, arquitecto suizo.
- 12 de mayo: 
  - Gabriel Byrne, actor irlandés.
  - Ronnie Foster, pianista, organista y compositor estadounidense.
- 13 de mayo: Stevie Wonder, músico estadounidense.
- 14 de mayo: 
  - Adolfo Domínguez, diseñador de moda español.
  - María Fiorentino, actriz y escritora argentina.
  - Miguel Ángel Solá, actor argentino.
- 16 de mayo: 
  - J. Georg Bednorz, físico alemán, premio nobel de física en 1987.
  - Rubén Alberto Gómez, delincuente y torturador militar argentino.
- 20 de mayo: Sally Floyd, ingeniera estadounidense (f. 2019).
- 22 de mayo: Luis Álvarez Duarte, escultor-imaginero español (f. 2019).
- 29 de mayo: Rebbie Jackson, cantante estadounidense.
- 31 de mayo: José Ramón Cáncer Matinero, fotógrafo e historiador español.

### Junio
- 1 de junio: Juan Manuel Marcos, escritor, poeta, ensayista, narrador, docente y crítico paraguayo.
- 4 de junio: Oscar Héctor Quintabani, futbolista y entrenador argentino.
- 5 de junio: José Pablo Ventura, activista revolucionario argentino (f. 1977).
- 8 de junio: 
  - Sônia Braga, actriz brasileña.
  - Pedro Miguel Echenique, científico español especializado en física del estado sólido.
- 10 de junio: Óscar Rolando Hernández, futbolista hondureño.
- 11 de junio: Bjarne Stroustrup, científico informático danés.
- 15 de junio: Lakshmi Mittal, empresario indio.
- 20 de junio: 
  - Nuri al Maliki, primer ministro iraquí.
  - Marcelino Rodríguez "Mandibula", humorista y actor colombiano (f. 2022).
- 21 de junio: Anne Carson, poetisa canadiense en lengua inglesa, ensayista, traductora y profesora de literatura clásica y comparada.
- 24 de junio: 
  - Nancy Allen, actriz estadounidense.
  - Honorio Torrealba, actor y humorista venezolano (f. 2010).
- 29 de junio: Ángel Canales, cantante puertorriqueño.

### Julio
- 5 de julio: Carlos Caszely, futbolista chileno.
- 6 de julio: 
  - Gabriele Albertini, empresario y político italiano.
  - Geraldine James, actriz británica.
  - John Byrne, historietista angloestadounidense.
  - Juan Carlos Mendizábal, locutor y presentador de televisión argentino (f. 2012).
- 7 de julio
  - Pedro Aspe Armella, economista mexicano.
  - Ciro Castillo Rojo, médico cirujano y político peruano.
- 10 de julio: Greg Kihn, cantante estadounidense.
- 15 de julio: Luis Augusto García, entrenador colombiano de fútbol.
- 21 de julio: Galvão Bueno, narrador, presentador y locutor deportivo brasileño.
- 25 de julio: Herminio Blanco, economista y político mexicano.
- 26 de julio: Alfredo Seiferheld, historiador, escritor y periodista paraguayo.
- 29 de julio: Encarna Otero, historiadora y política nacionalista gallega.

### Agosto
- 1 de agosto: Loles León, actriz española.
- 3 de agosto: Ernesto Samper Pizano, expresidente colombiano.
- 4 de agosto: Edgardo Román, actor colombiano (f. 2022).
- 5 de agosto: Berny Ulloa, árbitro de fútbol costarricense.
- 15 de agosto: Ana del Reino Unido, princesa británica.
- 17 de agosto: Luis Eduardo Arango, actor colombiano.
- 18 de agosto: José María Napoleón, cantante mexicano.
- 21 de agosto: Patrick Juvet, músico y compositor suizo (f. 2021).
- 25 de agosto:  Willy DeVille, cantante estadounidense (f. 2009).
- 26 de agosto: Benjamin Hendrickson, actor estadounidense (f. 2006).
- 27 de agosto: Guillermo Sheridan, escritor, ensayista y académico mexicano.
- 28 de agosto: Remie Olmberg, futbolista surinamés.

### Septiembre
- 1 de septiembre: Phil McGraw, personaje estadounidense.
- 7 de septiembre: Mário Sérgio Pontes de Paiva, futbolista, entrenador y comentarista deportivo brasileño (f. 2016).
- 10 de septiembre: Joe Perry, guitarrista estadounidense.
- 11 de septiembre: Amy Madigan, actriz estadounidense.
- 16 de septiembre: Loyola de Palacio, política española.
- 17 de septiembre: 
  - Soledad Alvear, política chilena.
  - Narendra Modi, primer ministro indio.
- 20 de septiembre: Rafael Álvarez El Brujo, actor y dramaturgo español.

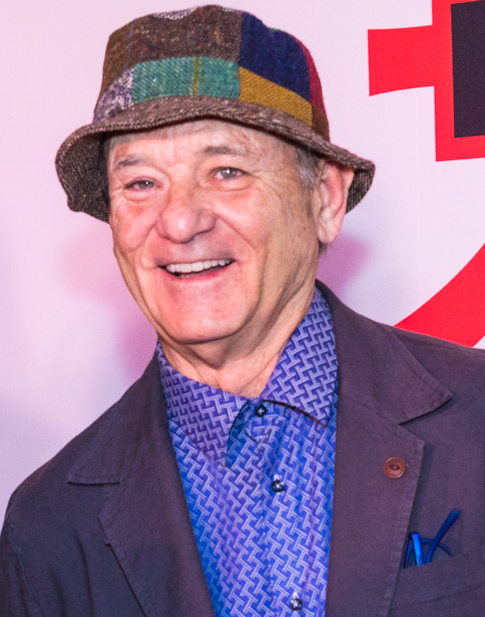
Bill Murray

- 21 de septiembre: Bill Murray, actor y humorista estadounidense.
- 25 de septiembre: Sebastião Lazaroni, entrenador brasileño de fútbol.
- 27 de septiembre: Cary-Hiroyuki Tagawa, actor japonés.
- 29 de septiembre: Miguel Gallardo,

Cantante español (f. 2005).
- 30 de septiembre: Laura Esquivel, escritora mexicana.

### Octubre
- 5 de octubre: Jeff Conaway, actor estadounidense (f. 2011).
- 7 de octubre: Jakaya Mrisho Kikwete, militar y político tanzano.
- 9 de octubre: Jody Williams, activista estadounidense, premio Nobel de la Paz.
- 16 de octubre: Mónica Galán, actriz argentina (f. 2019).
- 21 de octubre: 
  - Ernesto Ureta, militar y héroe nacional argentino.
  - Ronald McNair, astronauta y saxofonista estadounidense.
  - Alfredo Toth, cantante y bajista argentino, de la banda GIT.
- 23 de octubre: Guy Bleus, artista visual belga.
- 25 de octubre: Chris Norman, cantante británico.
- 26 de octubre: Viviana Gorbato, periodista y ensayista argentina.
- 27 de octubre: Fran Lebowitz, escritora estadounidense.
- 30 de octubre: Juan José López, futbolista argentino.
- 31 de octubre: 
  - Zaha Hadid, arquitecta iraquí (f. 2016).
  - John Candy, actor canadiense (f. 1994).

### Noviembre
- 11 de noviembre: María Isabel Arriortua, científica española.
- 14 de noviembre: 
  - Matías Prats Luque, periodista y presentador español.
  - Leo van de Ketterij, guitarrista de rock neerlandés (f. 2021).
- 21 de noviembre: Alberto Juantorena, Exatleta cubano de 800 metros lisos y 400 metros lisos.
- 22 de noviembre: Lourdes Deschamps, actriz y comediante mexicana (f. 2018).
- 23 de noviembre: Paloma San Basilio, cantante española.
- 25 de noviembre: Harish Patel, actor indio.
- 28 de noviembre: 
  - Ricardo Arroyo, actor español.
  - Ed Harris, actor estadounidense.

### Diciembre
- 5 de diciembre
  - Tony Isbert, actor español.
  - Camarón de la Isla (José Monge Cruz), cantaor español (f. 1992).
- 6 de diciembre: Lupita Lara, actriz mexicana.
- 10 de diciembre: Eliécer Cárdenas, novelista, cuentista, periodista y dramaturgo ecuatoriano.
- 12 de diciembre: Donato Ndongo-Bidyogo,  escritor, periodista y político ecuatoguineano.
- 13 de diciembre: Camilo Ortega, militar y político nicaragüense (f. 1978).
- 14 de diciembre: José Bono, político español.
- 16 de diciembre: Les Parsons, futbolista canadiense.
- 18 de diciembre: Leonard Maltin, cineasta estadounidense.
- 22 de diciembre: 
  - Rossy Mendoza, actriz y vedette mexicana.
  - Daniel Sánchez Llibre, empresario español.
- 23 de diciembre: 
  - Nuria Bages Romo, actriz mexicana.
  - Vicente del Bosque, entrenador español de fútbol.
- 25 de diciembre: Jesús Marcano Trillo, beisbolista venezolano.
- 27 de diciembre: Haris Alexiou, cantante griega.
- 28 de diciembre: Alex Chilton, músico estadounidense (f. 2010).

### Fechas desconocidas
- Francisco Alvarado Juárez, artista visual estadounidense nacido en Honduras.
- Roberto Castillo, filósofo, narrador y escritor hondureño (f. 2008).
- Henry Layana, actor de teatro, cine y televisión, director de teatro, cuentista y activista ecuatoriano.
- Gloria Taylor, activista anglo-nigeriana (f. 2008 ).

## Fallecimientos
- 3 de enero : Emil Jannings, actor germano-estadounidense.
- 4 de enero : Heriberto Aja, educador y funcionario público mexicano.
- 7 de enero : Alfonso Rodríguez Castelao, escritor, médico, político y galleguista español (n. 1886).
- 21 de enero : George Orwell , escritor británico.
- 13 de febrero : Rafael Sabatini , escritor italiano.
- 25 de febrero : George Richards Minot , médico estadounidense, premio Nobel de Medicina en 1934.
- 16 de marzo : Enrique Claverol Estrada, Claverol , cantante asturiano de tonada, miembro de Los Cuatro Ases (n. 1892 ).
- 19 de marzo : Walter Norman Haworth , químico británico, premio Nobel de Química en 1937.
- 19 de marzo: Edgar Rice Burroughs , escritor estadounidense.
- 3 de abril : Kurt Weill , compositor alemán.
- 14 de abril : Ramana Maharshi , místico hindú (advaita).
- 5 de mayo : Henry Conover , ornitólogo estadounidense.
- 17 de mayo : Eduardo Fabini , compositor de música clásica uruguaya.
- 19 de mayo : Peppino Garibaldi , guerrero en la Revolución Mexicana y en la Primera Guerra Mundial.
- 28 de mayo : Rosarito Vera , educadora argentina (n. 1872).
- 30 de junio : Guilhermina Suggia , violonchelista portuguesa.
- 24 de agosto : Arturo Alessandri Palma , político chileno, presidente en dos oportunidades.
- 10 de septiembre: Raymond Sommer, piloto de automovilismo francés (n. 1906).
- 16 de septiembre: Pedro de Córdoba, actor estadounidense (n. 1881).
- 16 de septiembre: Nicolás Victoria Jaén, profesor, periodista y político conservador panameño (n. 1862).
- 7 de octubre : Louis Halphen , historiador francés.
- 11 de octubre : Conde de Romanones , político español, presidente del Consejo de Ministros de España.
- 29 de octubre : Gustavo V , rey sueco.
- 2 de noviembre : George Bernard Shaw , dramaturgo y periodista irlandés, premio Nobel de Literatura en 1925.
- 25 de noviembre : Johannes Wilhelm Jensen , escritor danés, premio Nobel de Literatura en 1944.
- 2 de diciembre : Dinu Lipatti , pianista y compositor rumano (n. 1917).
- 23 de diciembre : Francisco Lomuto , director de orquesta, compositor y pianista argentino de tango (n. 1893 ).
- 30 de diciembre : Julien Bonnecase , jurista y catedrático francés (n. 1878).[2]

## Arte y literatura
- Isaac Asimov: Yo, robot, Un guijarro en el cielo.
- Ray Bradbury: Crónicas marcianas.
- Miguel Delibes: El camino
- Pablo Neruda: Canto general.
- Octavio Paz: El laberinto de la soledad.
- Albert Camus: Los justos.
- Agatha Christie: Se anuncia un asesinato, Tres ratones ciegos y otras historias.
- Ernest Hemingway: Al otro lado del río y entre los árboles.
- Boris Vian: La hierba roja.
- C. S. Lewis: The Lion, the Witch and the Wardrobe.
- Eugène Ionesco: La cantante calva.
- Pablo Neruda: Canto general.

- 6 de enero: Elena Quiroga obtiene el premio Nadal por su novela Viento del norte.
- Se estrena en el Théâtre des Noctambules La cantante calva de Eugène Ionesco.

## Ciencia y tecnología
- En Estados Unidos se lanza la primera computadora comercial: la UNIVAC I .
- Erich Fromm : Psicoanálisis y religión .
- El libro Mundos en colisión cimbra a la comunidad científica.

## Música

### Noticias
- El compositor y musicólogo René Leibowitz publica en París L'artiste et sa conscience", ensayo en el que utiliza la filosofía de Sartre para refutar el decreto Zhdanov.
- Columbia Records lanza el primer álbum doble de la historia llamado The Famous 1938 Carnegie Hall Jazz Concert, el cual es de un show de 1938 en vivo de Benny Goodman.

### Álbumes
- Enrique Rodríguez y Su Orquesta Típica: Mamá Lejana/Se Acabó La Mishiadura
- Juan Cambareri y Su Cuarteto: Corazón de Oro/El Choclo
- Osvaldo Pugliese y Su Orquesta Típica: Cobardía/El Tobiano
- Frank Sinatra: Dedicated to You. «Publicado en marzo bajo el sello discográfico Columbia Records» & Sing and Dance with Frank Sinatra. «Publicado en octubre bajo el sello discográfico Columbia Records»

## Cine
- Agustina de Aragón, de Juan de Orduña.
- Brigada criminal, de Ignacio F. Iquino.
- La Cenicienta de Clyde Geronimi, Wilfred Jackson y Hamilton Luske.
- Sunset boulevard en España El crepúsculo de los dioses, de Billy Wilder.
- Con las horas contadas (D.O.A.), de Rudolph Maté.
- Cyrano de Bergerac (Cyrano de Bergerac), de Michael Gordon.
- En un lugar solitario (In a Lonely Place), de Nicholas Ray.
- Eva al desnudo (All About Eve), de Joseph L. Mankiewicz.
- Flecha rota (Broken Arrow), de Delmer Daves.
- Francisco juglar de Dios (Francesco, giullare di Dio), de Roberto Rossellini.
- El halcón y la flecha (The Flame and the Arrow), de Jacques Tourneur.
- El hombre del traje blanco (The Man in the White Suit), de Alexander Mackendrick.
- Hombres (The men), de Fred Zinnemann.
- Historia de una escalera, de Ignacio F. Iquino
- El invisible Harvey (Harvey) (1950), de Henry Koster.
- La isla del tesoro (Treasure Island), de Byron Haskin.
- La jungla de asfalto (The asphalt jungle), de John Huston.
- Las minas del Rey Salomón (King Solomon's mines), de Compton Bennett y Andrew Marton.
- Nacida ayer (Born Yesterday), de George Cukor.
- Nacida para el mal (Born to Be Bad), de Nicholas Ray.
- Los olvidados, película mexicana dirigida por Luis Buñuel.
- Pandora y el holandés errante, de Albert Lewin.
- En la palma de tu mano de Roberto Gavaldón
- Pánico en la escena (Stage fright), de Alfred Hitchcock.
- El padre de la novia (Father of the bride), de Vincente Minnelli.
- ¿Quién Soy Yo?, de Patrick B. Alonso Morales.
- Rashōmon (Rashomon), de Akira Kurosawa.
- Un rayo de luz (No way out), de Joseph L. Mankiewicz.
- Río Grande, de John Ford.
- La rosa negra (The black rose), de Henry Hathaway.
- Strómboli de Roberto Rossellini.
- El trompetista (Young man with a horn), de Michael Curtiz.
- El último caballo película española dirigida por Edgar Neville.

Todas las fechas pertenecen a los estrenos oficiales de sus países de origen, salvo que se indique lo contrario.

## Deportes

### Atletismo
- Del 23 al 27 de agosto: IV Campeonato Europeo de Atletismo celebrado en Bruselas (Bélgica).
  - Ganador del medallero   Reino Unido

### Baloncesto
- El FC Barcelona se proclama campeón de la Copa del Rey de Baloncesto.

### Fútbol
- Del 24 de junio al 16 de julio: IV Campeonato mundial de Fútbol en Brasil.
- Fútbol Profesional Colombiano: Once Caldas (1.ª vez).
- Chile: Everton de Viña del Mar es coronado campeón por primera vez en su historia.
- Campeonato Uruguayo de Fútbol: Nacional se consagra campeón por vigésimo primera vez.

### Fórmula 1
- Giuseppe Farina se consagra campeón del mundo de Fórmula 1.

### Gimnasia
- Del 14 al 16 de julio: XII Campeonato mundial de Gimnasia artística en Basilea (Austria).

### Natación
- Del 20 al 27 de agosto: I Campeonato europeo de natación en Viena (Austria).

## Premios Nobel
- Física: Cecil Frank Powell.[3]
- Química: Otto Paul Hermann Diels y Kurt Alder.
- Medicina: Edward Calvin Kendall, Tadeus Reichstein y Philip Showalter Hench.
- Literatura: Bertrand Russell.
- Paz: Ralph Bunche.[4]